# Жан-Марк Босман
Жан-Марк Босман (хол. Jean-Marc Bosman; 30. октобар 1964) је бивши белгијски фудбалер.

## Биографија
Жан Марк Босман рођен је 1964. године, а каријеру је почео у Стандарду 1983. године. За некадашњег првака Белгије играо је до 1988, али је затим почео да игра фудбал у нижим лигама Белгије и Француске. Наступао је за Ројал Лијеж, Олимпик Сент Квентин, Сен Дени и Шарлоа, а стигао је чак и до Индијског океана играјући за клуб на француском острву Реинион. Највећи траг оставио је у Стандарду где је освојио један куп и на 86 мечева постигао три гола. За млађе селекције Белгије одиграо 20 мечева, а није ниједном наступио за А селекцију
Године 1995. Босман је револуционарном пресудом на Европском суду правде, омогућио спортистима из земаља Европске уније да без одштете напуштају клубове у случају да им истекне уговор. Раније су се и у таквим ситуацијама плаћале надокнаде, тако да је играчима остајало далеко мање новаца од укупног износа трансфера.
Од 15. децембра 1995. када је добио судски процес против УЕФА, фудбалери и остали спортисти подложни су законима радног права Европске уније као и сви други радници (названо Босманово правило). Све то Босман је покренуо зато што му је његов тадашњи клуб Стандард из Лијежа онемогућио трансфер у француски Данкерк тражећи превелику одштету.
Само годину дана после те пресуде завршава каријеру. Након завршетка каријере, имао је проблема са алкохолом и остао је без новца. Био је ожењен, али га је супруга напустила, има једну ћерку. У априлу 2013. Босман је осуђен на годину дана затвора након напада на своју девојку и њену ћерку, наводно због одбијања девојке да му да алкохолно пиће.

## Трофеји
- Куп Белгије у фудбалу
  - Победник (1) :  1989/1990